# Suncus montanus
Suncus montanus es una especie de musaraña de la familia Soricidae.

## Distribución geográfica
Se encuentra en la India y Sri Lanka. 

## Hábitat
Su hábitat natural son: zonas tropicales o subtropicales, de bosques áridos.

## Estado de conservación
Se encuentra amenazada de extinción por la pérdida de su hábitat natural.